# Dilson Herrera
Dilson Jose Herrera Garcia (Cartagena de Indias, 3 marzo 1994) è un giocatore di baseball colombiano, seconda base per i Toronto Blue Jays nella Major League Baseball.

## Carriera
Herrera firmò come free agent amatoriale con i Pittsburgh Pirates. Nel 2011 iniziò nella Venezuelan Summer League rookie con i VSL Pirates, chiudendo con .308 alla battuta, 27 RBI e 42 punti (run in inglese) in 65 partite. Nel 2012 passò nella Gulf Coast League rookie con i GCL Pirates finendo con .281 alla battuta, 27 RBI e 41 punti in 53 partite, ottenendo un premio individuale. Successivamente passò nella New York-Penn League singolo A breve stagione con i State College Spikes finendo con .321 alla battuta, 2 RBI e 7 punti in 7 partite.
Il 27 agosto 2013, i Pirates lo scambiarono, insieme al lanciatore Vic Black con i New York Mets, in cambio dell'esterno Marlon Byrd, il ricevitore John Buck e una somma in denaro. Giocò con i West Virginia Power nella South Atlantic League singolo A finendo con .265 alla battuta, 56 RBI e 69 punti in 109 partite. Successivamente giocò con i Savannah Sand Gnats finendo con .316 alla battuta, 4 RBI e 6 punti in 7 partite, ottenendo due premi.
Herrera debuttò nella MLB il 29 agosto 2014, al Citi Field di New York City contro i Philadelphia Phillies. Nel 2015 continuò a giocare nella major league.
Il 1º agosto 2016, i Mets scambiarono Herrera e il giocatore di minor league Max Wotell con i Cincinnati Reds per Jay Bruce. Concluse la stagione senza presenze in MLB.
Dopo due stagioni giocate interamente nella Tripla-A della Minor League Baseball, tornò a giocare nella massima lega nel 2018. Divenne free agent al termine della stagione, firmando poi il 29 novembre con i Mets. Il 3 luglio 2019 venne svincolato dalla franchigia, che lo ingaggiò nuovamente due giorni dopo. Il 1º settembre venne svincolato di nuovo.
Il 5 dicembre 2019, Herrera firmò un contratto di minor league con i Baltimore Orioles. Divenne free agent il 28 settembre 2020.
Il 9 aprile 2021, Herrera firmò con gli Olmecas de Tabasco della Liga Mexicana de Béisbol, ma appena due settimane dopo, il 24 aprile 2021, tornò in una squadra di MLB, firmando un contratto di minor league con i Toronto Blue Jays.

## Vittorie e premi
- Futures Game Selection (13/07/2013)
- Mid-Season All-Star della South Atlantic League con i Savannah Sand Gnats (1/06/2013)
- Giocatore dell'anno della Gulf Coast League con i GCL Pirates (5/11/2012).